# Kenneth H. Cooper
Kenneth H. Cooper (* 4. März 1931 in Oklahoma City, US-Bundesstaat Oklahoma) ist ein US-amerikanischer Sportmediziner und ehemaliger Major der US Air Force, der in den 1970er Jahren in den USA maßgeblich an der Verbreitung des vorbeugenden Gesundheitssports beteiligt war.
Cooper wurde in Medizin promoviert und als Autor des populärwissenschaftlichen Buchs Bewegungstraining (1968; Originaltitel: Aerobics), eine praktische Anleitung zur Steigerung der Leistungsfähigkeit, bekannt. Seine Trainingsmethoden verwenden ein leicht zu benutzendes Punktesystem, das Cooper während seiner Karriere in der US Air Force entwickelte. 
Zusammen mit dieser Trainingsmethode wurde auch der Cooper-Test entwickelt. Dieser erlaubt die Feststellung des Fitness-Zustandes anhand eines 12-minütigen Laufes. Der Test dient auch zur Schätzung der maximalen Sauerstoffaufnahme.
Cooper ist ebenfalls der Entwickler des Cooper Aerobic Centers in Dallas, das 1970 eröffnet wurde. Inzwischen gehören eine Reihe weiterer Einrichtungen zu dem Unternehmen, das insgesamt 650 Mitarbeiter beschäftigt.
Kenneth Cooper hat 19 Bücher verfasst, die in 41 Sprachen sowie Blindenschrift übersetzt wurden und eine Gesamtauflage von 30 Millionen Exemplaren erreichten. Mit Mildred Cooper verfasste er Bewegungstraining für die Frau.
Die Zuwendung zum Fitness-Sport begann bei Cooper, als er aus eigenem Erleben mit 29 Jahren eine zurückgehende Leistungsfähigkeit feststellte. Er begann mit dem Langstreckenlauf und nahm ein Jahr später am Boston-Marathon teil. Inzwischen (Stand: Herbst 2007) hat er gemäß seinen Trainingstagebüchern 61.000 Kilometer laufend zurückgelegt.
Kenneth Cooper ist verheiratet und hat eine Tochter und einen Sohn.